# Hongos de las abejas
Los hongos de las abejas son  hongos patógenos de las abejas. Los géneros Rhizopus, Scopulariopsis y Trichoderma, los micélios matan crías y abejas adultas si están presentes en las colmenas y bajo ciertas condiciones de estrés. Su presencia en los colmenares o apiarios no es muy común.
Bettsia alvei es el hongo saprofito conocido como Hongo del polen encontrado en la colmena. Crece sobre las celdas que contienen polen almacenado, pareciendo las mismas algodón o una telaraña.
Hay levaduras de los géneros Saccharomyces y Torulopsis que pueden se patógenas de larvas o abejas adultas con menor frecuencia.

## Factores predisponentes enfermedades fúngicas
- Humedad

Son enfermedades ligadas a humedad y temperatura. Lugares húmedos y fríos o veranos muy lluviosos. Una colonia de abejas con excesiva humedad y que además le proporcionamos alimento muy acuoso, es un potencial sujeto a desarrollarlas. Entregar alimentos higroscópicos es muy importante.
- Mala ventilación

Una colonia mal o poco ventilada, con baja población favorece la presencia de humedad, siendo el caldo de cultivo para las esporas de Ascosphaera apis.
- Temperaturas bajas

Facilita la difusión de oxígeno en el intestino de las larvas, la temperatura ideal para el desarrollo del hongo y formación de cuerpos fructíferos es de 30 °C en el nido de cría; las larvas de abejas son más susceptibles a la infección cuando tienen de tres a cuatro días y se enfrían después de ser operculadas. Se considera enfriamiento cuando la temperatura de la colmena baja de 35 °C a 30 °C.
- Colonias débiles

La cría yesificada se presenta en colonias debilitadas por otros factores debido a una incapacidad para mantener la temperatura del nido de cría por arriba de los 30 °C.
- Abuso de antibióticos

Giauffet y Taliercio (1967) atribuyeron la diseminación de las enfermedades por hongos en abejas al uso de antibióticos que trastornan el equilibrio de la flora intestinal de las abejas y por lo tanto permiten al hongo desarrollarse.
- Factores genéticos

Las razas de abejas con tendencia a un excesivo enjambrazon son susceptibles a cría de yesificada, en virtud que disminuye drásticamente la población de una colmena dejando excesivo espacio, no termoregulando correctamente. El comportamiento higiénico es un factor que influye en la presentación de esta enfermedad.
- Presencia de vectores

Se ha sugerido que otros insectos pueden ser un factor en la diseminación de esta enfermedad.
- Equipo y material contaminado

La cera y panales viejos son un foco potencial de infección ya que constituyen un reservorio importante de esporas debido a que estas quedan viables por un largo tiempo (más de 15 años) y se asegura que las esporas no se destruyen en su totalidad cuando la cera es derretida a 63 °C.
- Escasez de alimento

Las esporas germinan más fácilmente cuando las abejas están bajo estrés por una escasez de alimento o cuando la calidad y cantidad del polen son deficientes.